# Dolichopeza pedicillata
Dolichopeza pedicillata är en tvåvingeart som beskrevs av Alexander 1968. Dolichopeza pedicillata ingår i släktet Dolichopeza och familjen storharkrankar. Inga underarter finns listade i Catalogue of Life.